# Documento de identidad electrónico
El documento de identidad electrónico (DI electrónico) también conocido como tarjeta de identidad electrónica o DNI electrónico, es un documento emitido por una autoridad oficial, que permite la identificación de cada persona, en forma presencial o a distancia. En su aspecto físico tiene el tamaño de una tarjeta de crédito, la que dispone de un chip para permitir a las personas naturales (personas físicas) firmar digitalmente cualquier tipo de documento electrónico, con la misma validez legal que si lo hiciera con una firma manuscrita rubricada sobre papel, en algún tipo de contrato o de declaración.

## Ventajas del documento de identidad electrónico
- Aumentar la seguridad del documento de identidad.
- Reducir los casos de suplantación y de fraude.
- Firmar documentos electrónicamente sin necesidad de encontrarse físicamente con sus contrapartes.
- Ejercer el voto electrónico remoto en los países en donde este mecanismo electoral es empleado.
- Pagar determinados impuestos «en línea», con independencia de tiempo y lugar.
- Acceder a diversos servicios (estatales o privados), las 24 horas de día, todos los días del año, y desde cualquier parte del mundo.

## Países que emplean el documento de identidad electrónico

### Afganistán
Afganistán emitió su primera tarjeta de identificación electrónica el 3 de mayo de 2018. El presidente afgano Ashraf Ghani fue el primero en recibir su identificación electrónica. La identificación electrónica afgana es una tarjeta de policarbonato con características de seguridad ocultas y abiertas. La tarjeta tiene un chip incorporado que aloja applets con datos textuales, biométricos, y la identidad electrónica del ciudadano.

### Alemania

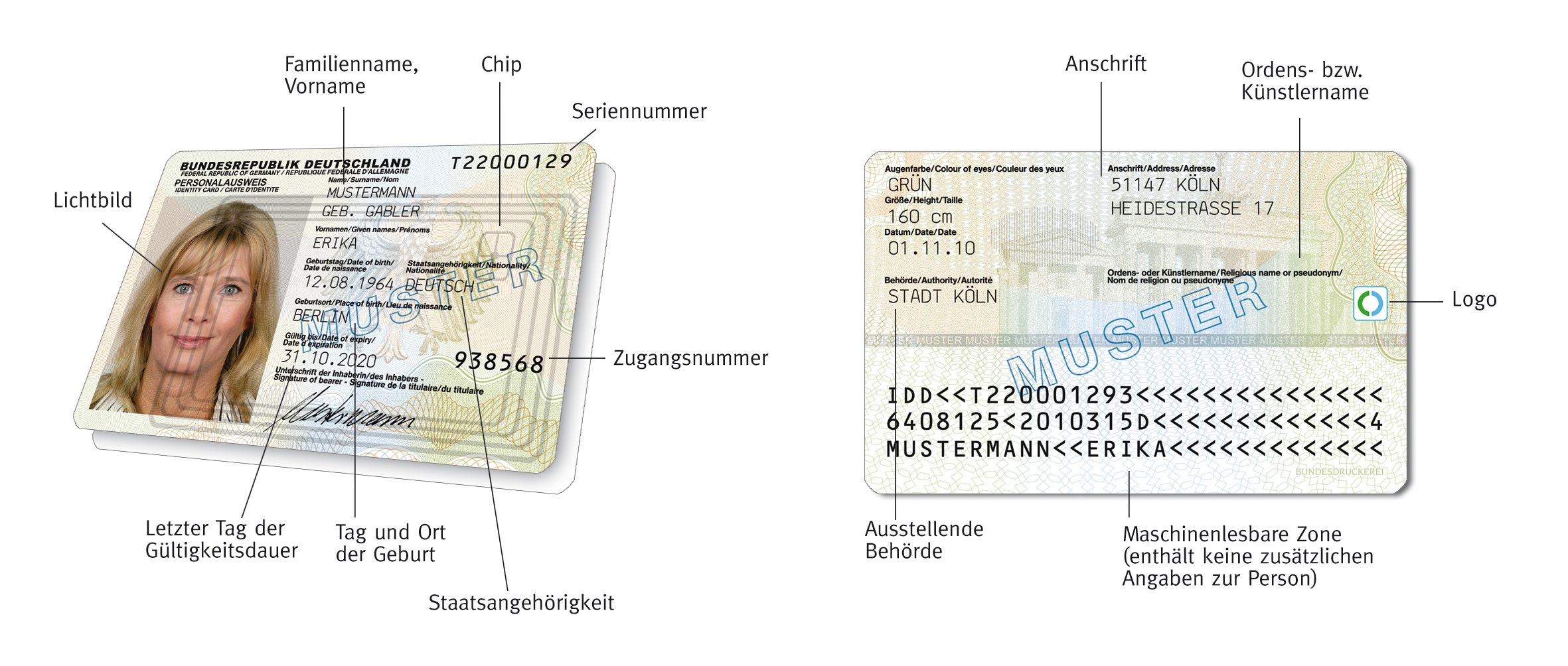
Elektronischer Personalausweis

En Alemania se emplea el documento de identidad electrónico o Elektronischer Personalausweis desde noviembre de 2010. Este documento contiene un chip RFID que almacena información del ciudadano, como ser, su nombre, su fecha de nacimiento, su foto, y su huella digital; además, el mismo también puede ser usado para la autenticación «en línea» de la firma electrónica, así como en múltiples aplicaciones gubernamentales (gobierno electrónico).
De acuerdo con la ley alemana de obligatoriedad de identificación, es importante que todas las personas de 16 años o más posean un documento de identidad o un pasaporte. Si bien los oficiales de policía y otros funcionarios tienen el derecho de exigir ver uno de estos documentos, la ley no estipula que uno esté obligado a presentar dichos documentos en este momento.
Como todos en Alemania deben poseer una tarjeta de identificación o pasaporte, no se garantiza la aceptación de otros documentos oficiales (como los permisos de conducir como prueba de identidad, especialmente en el caso de los permisos de conducir antiguos con menores medidas de seguridad.
Al igual que los pasaportes alemanes, los documentos de identidad tienen una validez de diez años (o seis años si el titular es menor de 24 años en la fecha de emisión).

### Bélgica

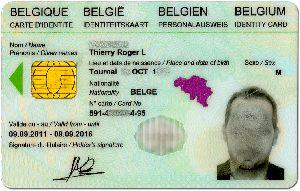
Identiteitskaart belga.

En Bélgica, los ciudadanos llevan la Identiteitskaart o DI electrónico desde 2002, la cual contiene un chip (que cumple la norma ISO/IEC 7816) con la misma información del documento, datos referentes a la identidad, y las claves necesarias para la firma y certificación digital. Asimismo y desde 2004, todos los documentos de identidad emitidos por este país son electrónicos.
Por su parte y desde 2006, se estableció que los adolescentes de más de 12 años usen una cédula del mismo tipo denominada Kids-ID, con información necesaria en caso de accidente. La Kids-ID también puede ser usada para ingresar a sitios de chat específicos para su edad, y de este modo, restringir a los pedófilos el contacto con este grupo. Esta identificación, además de contener la información habitual, también incluye un número de contacto al que se puede llamar cuando el adolescente que porta ese documento se encuentra en peligro o tuvo un accidente.
Una tarjeta similar a la que aquí se describe, se puede utilizar para la identificación electrónica de los niños después de los seis años de edad, aunque la misma no contiene datos sobre la certificación de firma, ya que los menores no pueden firmar un documento legalmente vinculante.

### Chile

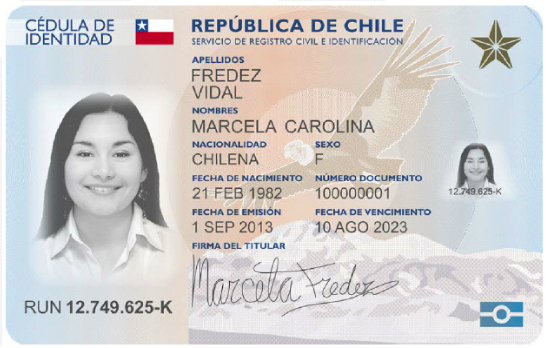
Muestra de la Cédula Nacional de Identidad de Chile

El Registro Civil e Identificación del Ministerio de Justicia de Chile, a través de un proceso de licitación para implementar las Cédulas de identidad electrónicas a la ciudadanía chilena, eligió inicialmente a la empresa Indra en febrero de 2008, pero un fallo del Tribunal de Contratación Pública de Chile revirtió la decisión de la licitación, y posteriormente se la adjudicó al grupo Safran-Morpho.
El sistema de cédulas de identidad nacional (DNI) y de pasaportes biométricos, comenzó a operar el 2 de septiembre de 2013 en todas las oficinas del Registro Civil e Identificación.
El nuevo sistema incorporó a la cédula de identidad y a los pasaportes biométricos, un microchip en formato de tarjeta inteligente, para almacenar datos e información de carácter biométrico tanto facial como dactilar. Lo anterior se estableció siguiendo los estándares de la Organización Internacional de Aviación Civil y de la Comunidad Europea, lo que permitirá mejorar aspectos de seguridad e interoperabilidad a nivel mundial.
Tanto la imagen de fotografía como la firma de los usuarios serán capturadas en forma electrónica y almacenadas en el documento. El sistema también incorporó la biometría facial, lo cual permite imprimir la fotografía con un láser en el propio documento. Dado que esta innovación es desarrollada mediante policarbonato, las posibilidades de adulteraciones o fraudes a los documentos quedan completamente descartadas. Ambos documentos poseen un chip electrónico con varias medidas de seguridad, como por ejemplo, estar incluido en capas profundas del policarbonato e incluir solamente la información que la ley establece. La tecnología utilizada permitirá la identificación inmediata de la persona mediante un sensor de huella digital, además de la incorporación de código QR, entre otras. El sistema también permitirá el bloqueo en línea de los documentos en caso de extravío por parte de los usuarios.
La renovación total de los documentos a nivel del país fue programada en 10 años para las cédulas de identidad y en 5 años para los pasaportes, es decir, año 2023 y 2018, respectivamente.
Entre las ventajas del nuevo sistema se cuenta el utilizar un estándar mundial para transacciones de gobierno electrónico, comercio electrónico, firma de documentos electrónicos, y la autenticación de correos, entre otros.
La cédula de identidad tiene un tamaño de 59,98 por 85,60 mm, según norma ISO/IEC 7810, y posee un chip de memoria criptográfica de capacidad de 80 KB, según norma ISO 14.443-B, dado lo establece la Resolución exenta 861 de 29 de agosto de 2013.

### Argentina

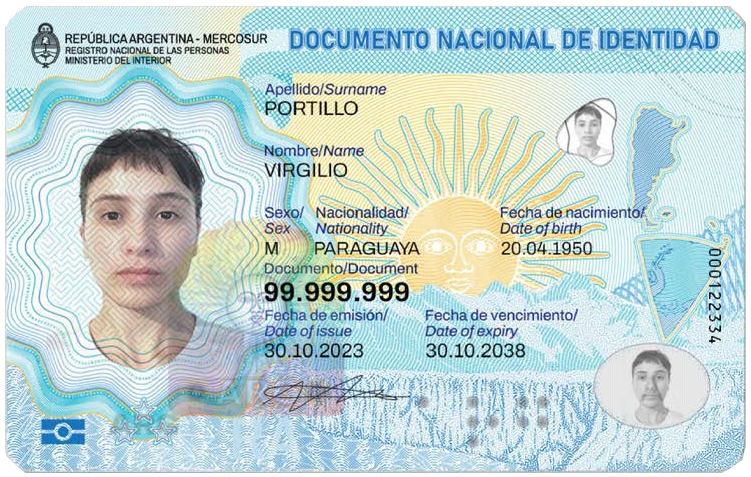
DNI biométrico argentino

En 2023, el Registro Nacional de personas (RENAPER) anunció un nuevo Documento nacional de Identidad electrónico, con un chip interno, y un nuevo diseño, que se adapta a las recomendaciones de la OACI.
A partir de aquí adopta el nombre de "DNIe" (DNI Electrónico). Incluye un chip electrónico que almacena información adicional y permite la autenticación del titular fuera de línea. Este chip contiene datos biométricos y una clave de seguridad para verificar la autenticidad del documento de viaje, entre otros.

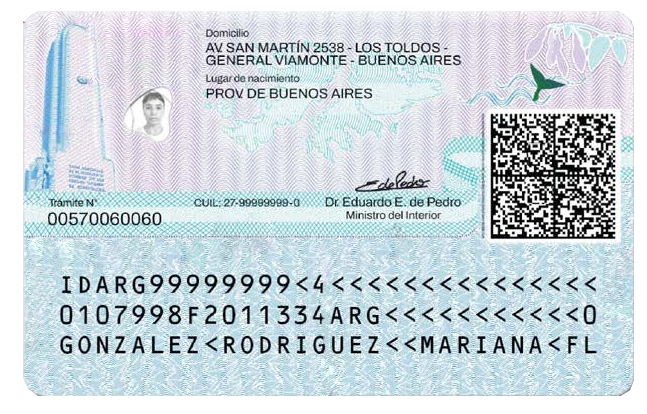
Reverso

Reemplazó el código PDF417, por un código QR, y también añadió más medidas de seguridad, que su anterior formato.
Se espera un reemplazo total del predecesor para el segundo cuatrimestre del 2024.

### Ecuador
En Ecuador se emiten 2 tipos diferentes de Documentos de Identidad; uno emitido por la Alcaldía de Guayaquil y otro emitido por el Registro Civil del Ecuador, ambos cuentan con medidas de seguridad avanzadas, incluida chip con la información del dueño del documento.
El documento de la Alcaldía de Guayaquil se emite desde el 27 de noviembre de 2006, el chip es legible solo por las autoridades de control del Ecuador, ya que, el chip se encuentra encriptado, de esta forma, las falsificaciones se reducen exponencialmente.
El Documento Nacional de Identidad del Ecuador se emite desde el año 2021, este documento es emitido por el Registro Civil del Ecuador a nivel nacional y es obtenible desde cualquier agencia del Registro Civil, esto significa que este documento es obtenible desde cualquier provincia del Ecuador y no solo desde la zona 8 (Guayaquil y Samborondón, Durán no puede obtener este documento).
El DNI de 2021 es más moderno, la fotografía es impresa mediante impresión láser, por esto, la foto del documento es Blanco y Negro, esto también es una medida de seguridad, además, cuenta con el chip que cuentan los pasaportes biométricos emitidos de igual forma por el Registro Civil, este DNI electrónico cuenta con 20 medidas de seguridad, cuatro más que su predecesor. Este documento también cuenta con un código QR; que permite la verificación de datos y coincidencia con el documento físico.

### España
El Documento Nacional de Identidad electrónico o DNIe, es emitido en España por la Dirección General de la Policía (DGP) desde marzo de 2006. Su principal característica consiste en incorporar un chip capaz de almacenar de forma segura la misma información que se encuentra impresa en la tarjeta, además de las imágenes digitalizadas de la fotografía, de la firma manuscrita, y de las impresiones dactilares, y también de los certificados digitales necesarios para la autenticación de la firma electrónica. El DNIe no contiene ningún dato personal distinto de los que aparecen impresos (tales como información sanitaria, fiscal, judicial, penal, policial, etc.).
Con el DNIe, los ciudadanos españoles podrán efectuar compras firmadas a través de internet, realizar trámites en los organismos gubernamentales, hacer transacciones seguras con entidades bancarias, y participar en sesiones de chat o de teleconferencia a través de Internet, con la certeza de la identidad de nuestros interlocutores.
Entre las ventajas del 'DNI electrónico' destacan las siguientes:
- Seguridad: Es más seguro que el anterior, pues incorpora mayores medidas de seguridad que harán casi imposible su falsificación.
- Comodidad: Permite realizar trámites a distancia y en cualquier momento (24 horas al día, los 7 días a la semana, y durante todo el año).
- Ergonomía: Es más robusto, pues está fabricado en policarbonato y con una duración prevista de unos diez años. Además, mantiene las medidas del DNI tradicional.

### Guatemala
Guatemala presentó su documento de identidad electrónico llamado DPI (Documento Personal de Identificación), en agosto de 2010.

### Italia

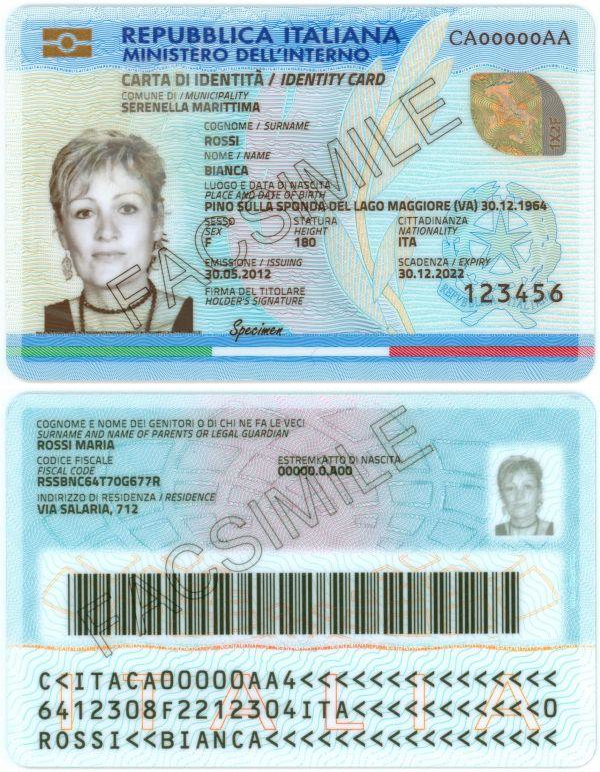
Documento de identidad italiano.

El documento de identidad electrónico italiano o Carta d'Identità Elettronica (CIE), es el documento de identificación personal que reemplaza al anterior –confeccionado en papel– desde 2006. De acuerdo con la Constitución italiana, solamente las municipalidades pueden otorgar las CIE a los ciudadanos. Desde el 4 de julio de 2016, Italia está renovando todos sus documentos de identificación a documentos de identificación electrónicos.
Este documento incluye un chip que contiene un certificado digital para autenticación en línea, y opcionalmente, un certificado para firmas digitales. Está diseñado para poder acceder a los servicios gubernamentales electrónicos.

### Perú
El RENIEC expidió el DNI electrónico o DNI-e a partir del 15 de julio de 2013 el cual reemplazará gradualmente al DNI actual. Inicialmente estaba destinado a las personas mayores de 18 años, pero desde 2020 se inició la emisión para mayores de 17, y en 2021 se comenzó la emisión del DNIe para menores de edad. Se podrá cambiar cuando el DNI anterior caduque y su validez es de ocho años.
El DNI electrónico o DNI-e peruano, está fabricado en policarbonato y tiene el formato de una tarjeta de crédito, siguiendo la norma ISO 7816. Posee un chip basado en las tecnologías de firma electrónica, tarjeta inteligente y biométrica. Con el DNI-e las personas naturales pueden firmar digitalmente documentos electrónicos con la misma validez que una firma manuscrita, además de acceder a diversos servicios estatales o privados las 24 horas de día, durante los 365 días del año, desde cualquier parte del mundo, mediante la internet, y cuando sea implementado, también podrán ejercer el voto electrónico.
Desde 2024, el DNIe reemplazará al DNI amarillo y azul, por lo que el DNI electrónico será de emisión universal en Perú.

### Rumania
En Rumania se introdujo el documento de identidad electrónico el 1 de enero de 2011, conforme a una disposición del Ejecutivo de dicho país, luego de la modernización del Sistema Nacional de Registro Electrónico Popular (SNIEP).

### Uruguay
Uruguay dispone de documentos de identidad electrónicos desde 2015. El eID uruguayo tiene una clave privada que permite firmar documentos digitalmente y almacena la huella digital del usuario para permitir verificar la identidad. También es un documento de viaje válido en algunos países de América del Sur. A partir de 2017, la antigua identificación coexiste con la nueva eID.

## Países que próximamente emplearán el documento de identidad electrónico
- Panamá.
- México.
- Colombia.
- Ecuador.
- Argentina.
- Honduras.